# Goodman Beaver
Goodman Beaver es un personaje de cómics creado por el guionista y dibujante norteamericano Harvey Kurtzman. Goodman es un personaje ingenuo y optimista, similar al personaje Cándido en la novela homónima de Voltaire, inconsciente de la corrupción y degeneración que lo rodea. Las historias eran vehículos para una sátira social mordaz y también una parodia de la cultura pop. A excepción del primer relato donde aparece el personaje, que Kurtzman hizo solo, las historias fueron escritas por Kurtzman e ilustradas por Will Elder.
Goodman apareció por primera vez en una historia del Libro de la selva de Harvey Kurtzman (Harvey Kurtzman's Jungle Book) en 1959, pero las tiras cómicas más recordadas fueron las cinco historias producidas por Kurtzman y Elder en 1961-1962 para la revista Help!, editada por Kurtzman. Suelen estar en el estilo paródico que Kurtzman había desarrollado en la década de 1950, cuando escribía y editaba Mad, pero con una sátira más incisiva, orientada a adultos, e ilustraciones mucho más refinadas y detalladas por parte de Elder, llenas de innumerables gags visuales.
La más conocida de las historias de Goodman Beaver fue "Goodman, playboy" ("Goodman Goes Playboy") (1962). Una sátira del estilo de vida hedonista de Hugh Hefner que parodia los personajes de tiras cómicas de Archie, la historia provocó la ira de la editorial que publicaba esta, y la compañía amenazó con hacer juicio. El tema se resolvió fuera de los tribunales, y los derechos de autor de la historia pasaron a Archie Comics. A Hefner, el blanco real de la tira, le pareció divertida, lo que llevó a que Kurtzman y Elder desarrollaran una versión femenina de Goodman Beaver para la revista Playboy llamada Little Annie Fanny (1962-1988).

## Resumen
Goodman Beaver es un personaje ingenuo y optimista, inconsciente de la degeneración que lo rodea. De acuerdo a Kurtzman, el personaje fue inspirado en parte por Cándido, de Voltaire, y por Annie, el personaje de la historieta Little Orphan Annie, de Harold Gray, a quien se la dibujaba, como a Goodman, con círculos en blanco como ojos. El crítico de arte Greil Marcus compara a Goodman con Young Goodman Brown en el cuento homónimo de Nathaniel Hawthorne; ambos son personajes de alma pura que pierden sus ilusiones debido a la depravación que enfrentan en el mundo.
Kurtzman escribió cinco historias de Goodman Beaver para Will Elder, su colaborador de muchos años. La mayoría de las historias estaban en el estilo paródico que Kurtzman había desarrollado como creador, editor y escritor de Mad, pero lidiaban con temas más importantes relacionados con la modernidad. Publicadas a principios de la década de 1960 en Help!, revista editada por Kurtzman, estaban dibujadas en el estilo "chickenfat" de Elder, en el que este abarrota cada panel con detalles humorísticos y gags tangenciales. Elder citó al pintor flamenco Pieter Bruegel el Viejo y al español Diego Velázquez como influencias en su estilo.

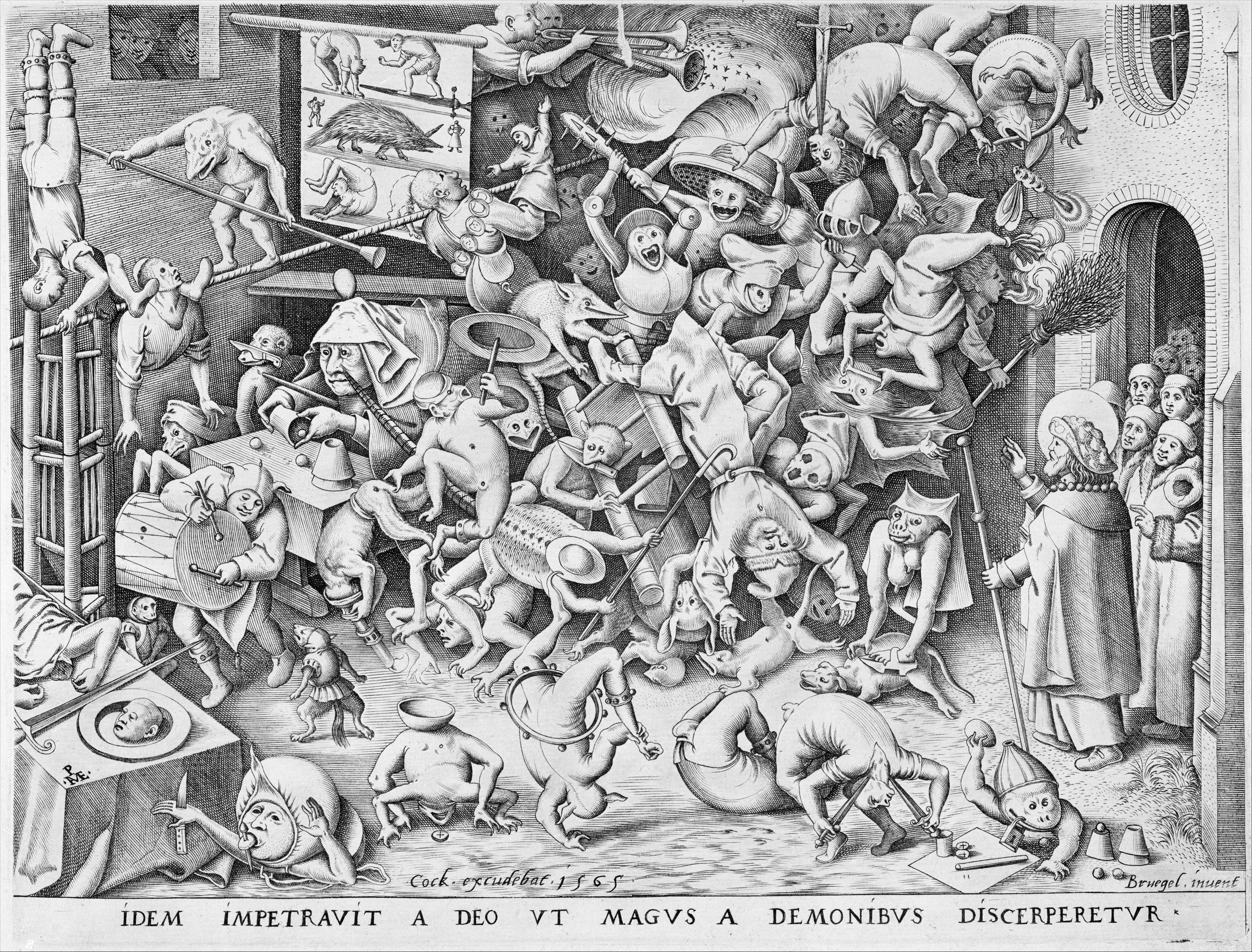
Obras de artistas como Pieter Bruegel el Viejo influyeron en los dibujos llenos de detalles de Will Elder. ("La caída del mago", de Pieter Bruegel el Viejo, 1565)

## Historias

### "El ‘hombre corporativo’ en el traje gris de ejecutivo" ("The Organization Man in the Gray Flannel Executive Suit")
Como editor contratado por Schlock Publications Inc., Goodman pierde su idealismo juvenil al verse sumergido en el océano de codicia y egoísmo con que él se topa en el mundo editorial. En esta historia Kurtzman utilizó sus propias experiencias personales para satirizar la influencia corruptora del capitalismo y el poder. Goodman termina manoseando a las secretarias, como lo hacen los otros cínicos ejecutivos en Schlock, y robando a la empresa.
Goodman era un personaje semiautobiográfico que reflejaba las experiencias decepcionantes de Kurtzman en la industria editorial. Las ilustraciones de Kurtzman están en un estilo exagerado, con personajes redondeados, líquidos, alargados, dibujados con pinceladas sueltas, fluidas y esquemáticas y esfumado en gris. Los diálogos están en un estilo expresivo, como si estuvieran hechos a mano. Kurtzman combina los aspectos verbales y gráficos del trabajo; por ejemplo, cuando un enfurecido Goodman Beaver enfrenta a su diminuto jefe Sr. Schlock, Goodman se ve visualmente abrumado por los globos de diálogo de Schlock, lo que demuestra la sumisión impotente de Goodman y el dominio psicológico que Schlock ejerce sin ningún esfuerzo sobre sus empleados.

### "Goodman conoce a T*rz*n" ("Goodman Meets T*rz*n")
"Goodman conoce a T*rz*n" apareció por primera vez en la edición de septiembre de 1961 de Help!, y fue la primera vez que Elder ilustró un relato de Goodman Beaver. Con el trasfondo de la caída del colonialismo europeo frente al ascenso del nacionalismo africano, como en la rebelión keniana del Mau Mau, y la expansión de la esfera de influencia soviética, la historia crea una versión moderna, al estilo de los años sesenta, de la aventura de la selva ejemplificada en los cuentos de Tarzán. Kurtzman ridiculiza la actitud de superioridad de T*rz*n, como cuando T*rz*n (Tarzán) se enfrenta a una tribu africana, o cuando J*ne (Jane) da a T*rz*n lecciones básicas de inglés.
Los primeros esfuerzos de Elder representaban a Goodman con rasgos más simiescos -espesas cejas negras, boca grande y pequeña mandíbula y barbilla-. Kurtzman y Elder deseaban tener un Goodman más “querible”, por lo que Elder rediseñó la apariencia de Goodman en historias posteriores, modificando sus rasgos en subsiguientes reimpresiones de "Goodman conoce a T*rz*n" para ajustarse a esta nueva imagen.

### "Goodman, playboy" ("Goodman Goes Playboy")
La historia más famosa de Help! fue "Goodman, playboy", publicada por primera vez en la edición de febrero de 1962 de Help! La historia satirizaba a Hugh Hefner y su estilo de vida mientras parodiaba las historietas de Archie en una forma mucho más extravagante que "Starchie", la parodia de Kurtzman en Mad aparecida una década antes. Kurtzman la consideraba su historia favorita de Goodman Beaver, y decía que Hefner se la mostraba a la gente cuando quería explicar qué tipo de trabajo hacía Kurtzman.

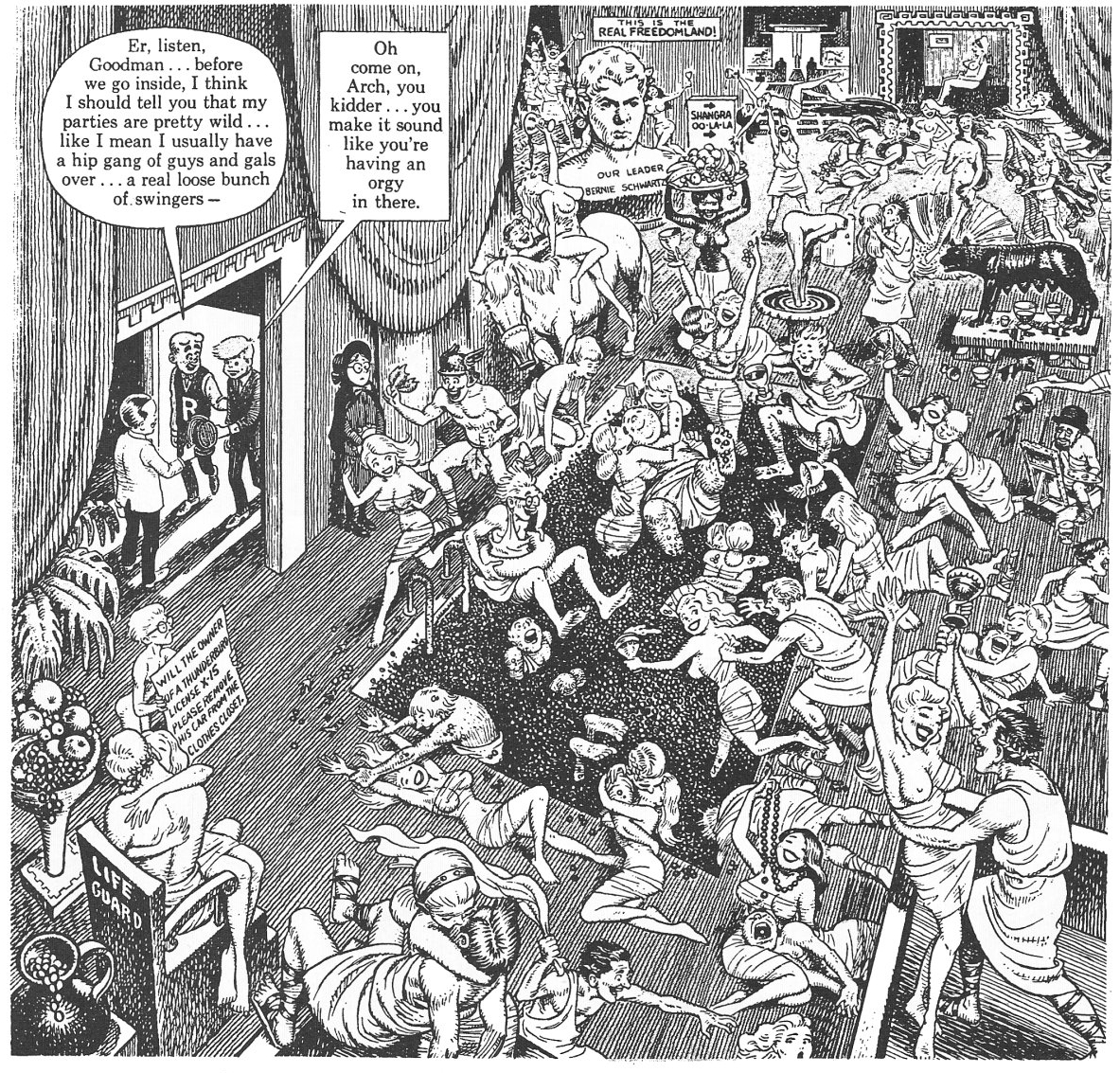
En Goodman, playboy (1962), Kurtzman y Elder satirizan el estilo de vida libertino de Hugh Hefner utilizando parodias de personajes de Archie Comics.

Goodman ha regresado a su ciudad natal, y los personajes de Archie, que están pasando las vacaciones de la universidad en casa, son hedonistas que beben, hacen fiestas y persiguen mujeres. Jughead es un beatnik, y los demás llevan un estilo de vida glamoroso. Archer, parodia de Archie Andrews, explica a un anticuado Goodman “Has estado ausente demasiado tiempo. Hoy en día, la banda está principalmente interesada en ser ‘hip’” en lugar de mantenerse al tanto de cómo le va al equipo de fútbol. Archer guía a Goodman a su casa, a la que debe entrarse a través de una escalera construida dentro de una enorme estatua de un abdomen femenino. Archer lleva a Goodman a una orgía de estilo romano y lo hace ponerse una toga. La fiesta es la última de Archer, ya que él revela que ha firmado un pacto con el diablo y la deuda (el alma de Archer) tiene que pagarse esa noche.
“Goodman, playboy” apareció en forma alterada en la colección Libro de cómics del ejecutivo (Executive's Comic Book) en 1962; en la escena de la orgía los pezones expuestos fueron cubiertos con tinta blanca y los personajes de Archie parodiados fueron alterados para obscurecer su parecido con los personajes en los que se basaban, en un fallido intento para evitar acciones legales de la editorial de Archie.

### “Goodman bajo el agua” ("Goodman, Underwater")
Cuando trata de disfrutar un libro mientras flota en un salvavidas que parte de una playa llena de gente, Goodman es interrumpido por el aventurero Hammer Nelson, quien invita a Goodman a ayudarlo a luchar contra el crimen bajo el agua. Como Don Quijote, el excesivamente entusiasta Nelson ve crimen donde no lo hay, interrumpiendo a los nadadores y personas a bordo de embarcaciones que están disfrutando su tiempo libre. El dúo sale con el propósito de encontrar un submarino ruso y encuentra uno, pero Nelson lo confunde con un monstruo al que puede subyugar con su arpón submarino. Goodman se da cuenta de la locura de Nelson, abandona al aventurero, y vuelve a su libro.
Enmarcado dentro de la historia de Don Quijote, “Goodman bajo el agua” satiriza tensiones de la Guerra Fría y se propone desinflar los ideales alucinados de supuestos bienhechores mientras al mismo tiempo parodia la serie de televisión de los sesenta Sea Hunt, protagonizada por Lloyd Bridges en el rol de Mike Nelson. Las ilustraciones que abren y cierran la historia son ilustraciones de Don Quijote del artista francés del siglo XIX Gustave Doré. La historia apareció por primera vez en Help! Nº 14 (mayo de 1962).

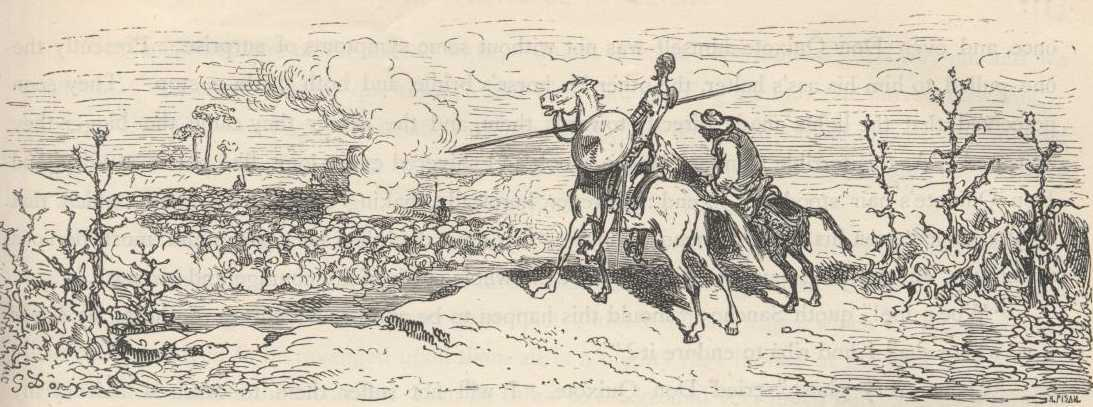
Ilustraciones de Don Quijote por Gustave Doré abren y cierran “Goodman bajo el agua”.

### “Goodman conoce a S*perm*n” (“Goodman Meets S*perm*n”)
En “Goodman conoce a S*perm*n”, Goodman se tropieza con el superhéroe en un viaje de pesca. S*perm*n (Superman) ha pasado a la clandestinidad, y lleva una barba y mocasines. Ya no desea ayudar a una sociedad en la que ha perdido la fe y que lo critica por sus buenas obras. Goodman lo lleva de vuelta a la ciudad para probarle que la sociedad todavía está llena de buenas personas. Mientras está en la ciudad, Goodman se topa con una anciana que está siendo atacada por un maníaco con un cuchillo. Goodman huye aterrorizado, pero lo detiene S*perm*n, que revela que era él disfrazado de anciana -estaba probando el altruismo de Goodman-. S*perm*n se horroriza y decepciona ante la degeneración y corrupción que ve en la ciudad, y abandona de nuevo la sociedad.
Publicada por primera vez en Help! Nº 15 (agosto de 1962), Elder describió “Goodman conoce a S*perm*n” y sus detalladas páginas de una sola viñeta como “los hermanos Marx en papel. Nunca se sabía qué esperar”, en referencia a la cornucopia de gags de los que estaba repleta. Con ilustraciones de Wally Wood, Kurtzman había parodiado a Superman por primera vez en “Superduperman” en el cuarto número de Mad, en 1953.

### “Goodman tiene un arma” (“Goodman Gets a Gun”)
Goodman asiste a una fiesta junto a una piscina en Riverdale, su ciudad natal, justo después de haberse unido a la policía. Él ve a la popular Liz Taylbone, de la que había estado perdidamente enamorado desde la escuela secundaria, pero es demasiado pasivo y tímido para llamar su atención. Después de ver una película de Marlon Brando en la televisión, en la sala, se arma de valor y vuelve a la fiesta imitando la actitud y los gestos de Brando. Llama la atención de Liz Taylbone y el grupo, pero no por su imitación de Brando (como él cree), sino porque los impresiona saber que, como oficial de policía fuera de servicio, Goodman lleva una pistola. El grupo lo convence de ir con ellos a un club nocturno conocido por su clientela agresiva. Cuando llegan los rufianes, el grupo de Goodman espera que el arma los proteja, hasta que Goodman les revela que su nueva confianza en sí mismo lo llevó a abandonar el cuerpo de policía dos horas antes. El grupo abandona a Goodman en manos de los matones, que le dan una paliza.
“Goodman tiene un arma" apareció por primera vez en Help! Nº 16 (noviembre de 1962). Fue la única historia dibujada por Elder que no apareció en la colección Libro de cómics del ejecutivo de 1962.

## Historial de publicaciones
Goodman Beaver hizo su primera aparición en 1959 en el Libro de la selva de Harvey Kurtzman, en "El ‘hombre corporativo’ en el traje gris de ejecutivo". El Libro de la selva fue el primer libro norteamericano de cómics originales, un libro de bolsillo para el mercado masivo que fue el primero de una serie planeada. El libro se vendió poco, pero es un favorito entre los fanes de Kurtzman.
La primera historia de Goodman dibujada por Elder apareció en Help! Nº 12 en 1961, y en 1962 le siguieron cuatro historias más en Help! Nº 13-16. Una colección de Goodman Beaver llamada Libro de cómics del ejecutivo apareció en 1962, publicada por Macfadden Books. En esta colección de bolsillo de cuatro historias -"Goodman conoce a T*rz*n", “Goodman, playboy”, “Goodman bajo el agua” y “Goodman conoce a S*perm*n”- las tiras cómicas se han ampliado a un panel por página. Elder extendió la imagen de cada panel para ajustarse a las dimensiones de la página.
En 1960, Kurtzman le propuso a Hugh Hefner la idea de una tira cómica para la revista Playboy protagonizada por Goodman Beaver. Hasta entonces Playboy había publicado muchos chistes de un solo panel, pero no una tira cómica. El proyecto se aprobó después de un intercambio de ideas con Hefner, pero Goodman Beaver fue transformado en una mujer voluptuosa. Kurtzman trajo a Will Elder como su colaborador principal en la tira, llamada Little Annie Fanny.
En 1984 Kitchen Sink Press publicó una colección llamada Goodman Beaver, que reimprimió cuatro historias de Kurtzman y Elder de Help! -todas las historias que Elder había ilustrado a excepción de “Goodman, playboy", que apareció solo en breves fragmentos permitidos por las exenciones de uso lícito bajo la ley de derechos de autor de los Estados Unidos-. El libro reimprimió las versiones alargadas de las tiras que habían aparecido en el Libro de cómics del ejecutivo. Los dibujos originales de 38 de los 139 paneles reproducidos se perdieron; de acuerdo a Kurtzman, varias páginas fueron enviadas a la revista francesa Charlie Hebdo para su traducción y nunca regresaron. Kitchen Sink usó pruebas de galera, fotocopias o la primera publicación en revistas como fuentes para reproducir los paneles perdidos.

### Lista de primeras publicaciones
| Historia                                                | Publicación                          | Fecha              |
| ------------------------------------------------------- | ------------------------------------ | ------------------ |
| "El ‘hombre corporativo’ en el traje gris de ejecutivo" | Libro de la selva de Harvey Kurtzman | 1959               |
| "Goodman conoce a T*rz*n"                               | Help! Nº 12                          | septiembre de 1961 |
| "Goodman, playboy"                                      | Help! Nº 13                          | febrero de 1962    |
| “Goodman bajo el agua”                                  | Help! Nº 14                          | mayo de 1962       |
| “Goodman conoce a S*perm*n”                             | Help! Nº 15                          | agosto de 1962     |
| “Goodman tiene un arma"                                 | Help! Nº 16                          | noviembre de 1962  |

## Recepción y legado
Kurtzman había evitado generar demandas legales de DC Comics y Edgar Rice Burroughs, Inc., compañías propensas al litigio, cuando parodió a sus personajes, pero el retrato carnavalesco de los personajes de Archie en “Goodman, playboy" provocó acciones legales por parte del editor de Archie, John L. Goldwater, que antes había participado en la fundación del cuerpo de autocensura de la industria del cómic, la Asociación de Publicaciones de Cómics de América (Comics Magazine Association of America).

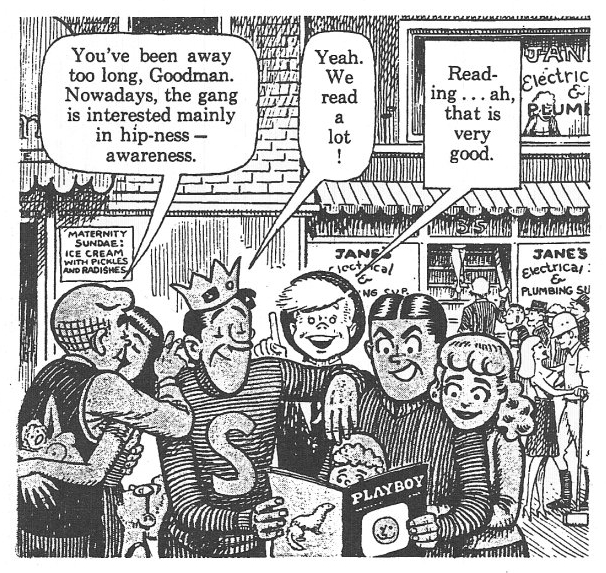
Las representaciones paródicas en “Goodman, playboy” de personajes de Archie Comics dieron pie a que la editorial que publicaba esta tira hiciera juicio.

El editor de Help!, Jim Warren, recibió una carta el 6 de diciembre de 1961 que acusaba a la revista de violación de derechos de autor y exigía la remoción de la edición ofensiva de los quioscos. El abogado de Warren creía que podían ganar si iban a juicio, pero los costos legales la harían una "victoria pírrica”, y por lo tanto recomendó un acuerdo extrajudicial. Warren no podía retirar la revista del mercado, pero acordó pagar $1 000 a Archie Comics y publicar una disculpa en una edición posterior de Help! -la edición de agosto de 1962, en la que aparecía otra parodia de un personaje de una franquicia, “Goodman conoce a S*perm*n”-. La acción de Warren decepcionó a Kurtzman, que sentía que ceder a tal presión establecía un “precedente terrible” y equivalía a un tipo de prostitución.
Cuando la historia se reimprimió en la colección Libro de cómics del ejecutivo en 1962, Elder modificó las ilustraciones para ocultar la apariencia de los personajes de Archie. Archie Comics declaró que los personajes todavía eran demasiado similares a los suyos y amenazó con otro juicio. Kurtzman y Elder llegaron a un acuerdo extrajudicial con Archie Comics al entregarle los derechos de autor de la historia. Archie Comics se aferró a estos y se negó a permitir que la historia volviera a publicarse.
El blanco real de “Goodman, playboy" había sido Hefner, a quien le encantó. Kurtzman comenzó a trabajar para Hefner poco después. La tira cómica que Kurtzman produjo, Little Annie Fanny, es a menudo considerada un compromiso: exquisita en sus imágenes, pero carente de contenido en comparación con las historias de Goodman Beaver. R. Fiore y otros comentaristas han visto la ironía en este hecho a la luz del tema fáustico de “Goodman, playboy".
En junio de 1983 Denis Kitchen solicitó permiso para reproducir la historia como parte de una planeada colección de Goodman Beaver. El presidente de Archie Enterprises, Michael J. Silberkleit, respondió que la publicación de una historia que incluyera los retratos de los personajes de Archie sería “una grave violación de la ley de derechos de autor y derecho de marcas”. Cuando la empresa se enteró de que Kitchen planeaba publicar la historia con las páginas reducidas en tamaño y las caras de los personajes oscurecidas, Archie Enterprises amenazó con otro juicio y Kitchen dejó la historia fuera de la colección, que apareció en 1984. Kitchen hasta tuvo que ordenar rehacer la cubierta del libro, ya que la tapa planeada había incorporado un panel de “Goodman, playboy" en el fondo.

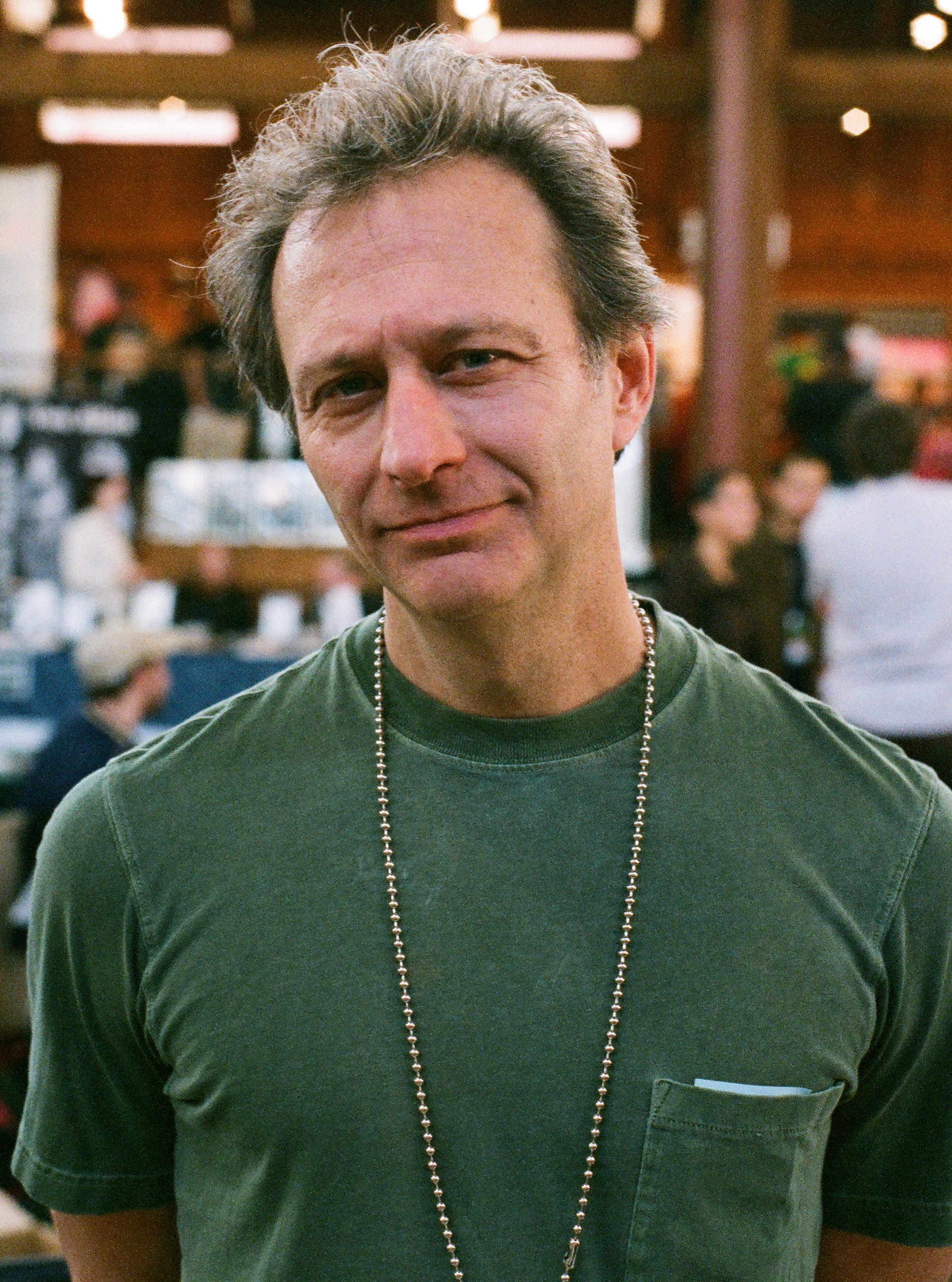
Gary Groth (en la foto) publicó “Goodman, playboy" cuando descubrió que Archie Comics había dejado que los derechos de autor expiraran.

El editor y crítico Gary Groth escribió que las ilustraciones de Elder en las historias de Goodman Beaver “han cimentado su reputación como el Brueghel [sic] del cómic, con sus intrincados retratos de un mundo que alegremente se está volviendo loco”. Elder consideraba que los relatos eran los más divertidos de sus colaboraciones con Kurtzman, aunque dijo que hacia el final se estaba cansando del minucioso trabajo que invertía en los dibujos. Las historias se ubicaron en el puesto 64 en el “Top 100 cómics en idioma inglés del siglo" de The Comics Journal en 1999, junto con otras cuatro obras en las que Kurtzman había participado. A finales de la década de los noventa se habló de un largometraje o serie de televisión basada en Goodman Beaver, pero los herederos de Kurtzman no estaban interesados.
Después de que el copropietario de Comics Journal, Gary Groth, descubriera que Archie Comics había dejado que los derechos de autor de “Goodman, playboy" caducaran, hizo reimprimir la historia en The Comics Journal Nº 262 (septiembre de 2004). El relato también se puso a disposición del público en formato PDF en el sitio web de la revista. La historia no se ha reimpreso aún en ninguna colección desde que los derechos de autor expiraran.

### Libros
- Benson, John (2006). «A Talk with Harvey Kurtzman».  En Groth, Gary; Sadowski, Greg, eds. Harvey Kurtzman. The Comics Journal Library 7. Fantagraphics Books. pp. 21-37. ISBN 978-1-56097-755-1.
- Buhle, Paul (2007). Jews and American Popular Culture: Music, theater, popular art, and literature. Praeger Publishers. ISBN 978-0-275-98795-4.
- Cooke, Jon B.; Roach, David A. (2001). The Warren Companion. TwoMorrows Publishing. ISBN 978-1-893905-08-5.
- Duncan, Randy; Smith, Matthew J. (2013). Icons of the American Comic Book: From Captain America to Wonder Woman. ABC-CLIO. ISBN 978-0-313-39924-4.
- Edison, Mike (2011). Dirty! Dirty! Dirty!: Of Playboys, Pigs, and Penthouse Paupers-An American Tale of Sex and Wonder. Soft Skull Press. ISBN 978-1-59376-467-8.
- Fiore, R. (2006). «Mistah Kurtz, He Dead».  En Groth, Gary; Sadowski, Greg, eds. Harvey Kurtzman. The Comics journal Library 7. Fantagraphics Books. pp. 150-155. ISBN 978-1-56097-755-1.
- Groth, Gary (1988). The New Comics. Berkley. ISBN 978-0-425-11366-0.
- Groth, Gary (2006). «Kurtzman at Creation».  En Groth, Gary; Sadowski, Greg, eds. Harvey Kurtzman. The Comics journal Library 7. Fantagraphics Books. pp. 126-129. ISBN 978-1-56097-755-1.
- Groth, Gary (2006). «Kurtzman at Creation».  En Groth, Gary; Sadowski, Greg, eds. Harvey Kurtzman. The Comics journal Library 7. Fantagraphics Books. ISBN 978-1-56097-755-1.
- VandenBergh, Gary (2006).  Groth, Gary; Greg, Sadowski, eds. Chicken Fat. Fantagraphics Books. ISBN 978-1-56097-704-9.
- Harris-Fain, Darren (2012). «Harvey Kurtzman's Jungle Book: Or, Up from the Apes! (And Right Back Down Again)».  En Beaty, Bart; Weiner, Stephen, eds. Critical Survey of Graphic Novels: Independents and Underground Classics. Salem Press. ISBN 978-1-58765-950-8. Archivado desde el original el 26 de noviembre de 2013. Consultado el 2 de mayo de 2014.
- Kitchen, Denis; Buhle, Paul (2009). The Art of Harvey Kurtzman: The Mad Genius of Comics. Harry N. Abrams. ISBN 978-0-8109-7296-4.
- Kurtzman, Harvey; Elder, Will (1962).  Macfadden Publications, ed. Executive's Comic Book.
- Petersen, Robert (2010).  ABC-CLIO, ed. Comics, Manga, and Graphic Novels: A History of Graphic Narratives. ISBN 978-0-313-36330-6.
- Schreiner, Dave (1988). «Outro».  En Kitchen Sink Press, ed. Harvey Kurtzman's Jungle Book. pp. xi-xii. ISBN 978-0-87816-033-4.
- Smith, Graham (2007). «From Mickey to Maus: Recalling the Genocide through Cartoon».  En Witek, Joseph, ed. Art Spiegelman: Conversations. University Press of Mississippi. pp. 84-125. ISBN 978-1-934110-12-6.
- Rothschild, D. Aviva (1995).  Libraries Unlimited, ed. Graphic Novels: A Bibliographic Guide to Book-length Comics. ISBN 978-1-56308-086-9.
- Schreiner, David (1984). «Introduction».  En Kitchen, Denis, ed. Goodman Beaver. Kitchen Sink Press. pp. 6-13. ISBN 978-0-87816-008-2.
- Spiegelman, Art (1988). «Intro». Harvey Kurtzman's Jungle Book. Kitchen Sink Press. pp. vii-ix. ISBN 978-0-87816-033-4.

### Revistas
- Corliss, Richard (5 de mayo de 2004). «That Old Feeling: Hail, Harvey!». Time. Archivado desde el original el 27 de diciembre de 2011. Consultado el 21 de octubre de 2012.
- Evry, Ron (febrero de 1999). «The Top 100 English-Language Comics of the Century, no. 64: Goodman Beaver, 1962, Harvey Kurtzman & Will Elder».  En Spurgeon, Tom, ed. The Comics Journal (Fantagraphics Books) (210): 54. ISSN 0194-7869.
- Harvey, R. C. (28 de julio de 2011). «John Goldwater, the Comics Code Authority, and Archie».  En Hodler, Timothy; Nadel, Dan, eds. The Comics Journal (Fantagraphics Books). Consultado el 8 de noviembre de 2012.
- Luciano, Dale (septiembre de 1987). «Time, Effort, and Expense: Dale Luciano on Kitchen Sink, Catalan, and more».  En Spurgeon, Tom, ed. The Comics Journal (117): 49-66. ISSN 0194-7869.
- Marcus, Greil (1 de noviembre de 2005). «Devil in the details: Greil Marcus on Harvey Kurtzman».  En Artforum International Magazine, ed. Artforum 44 (3): 51. Archivado desde el original el 15 de abril de 2014. Consultado el 7 de noviembre de 2012.
- Rogers, Sean (6 de marzo de 2009). «A Corrective to Watchmenmania».  En The Walrus Foundation, ed. The Walrus. Archivado desde el original el 11 de diciembre de 2012. Consultado el 7 de noviembre de 2012.
- Spurgeon, Tom, ed. (febrero de 1999). «The Top 100 English-Language Comics of the Century». The Comics Journal (Fantagraphics Books) (210): 34-108. ISSN 0194-7869.

### Web
- Dooley, Michael (12 de agosto de 2008).  AIGA, ed. «Elder Statesman of Comics». Consultado el 7 de noviembre de 2012.
- Frauenfelder, Mark (16 de mayo de 2008).  Boing Boing, ed. «Will Eder and Harvey Kurtzman's 'Goodman Goes Playboy' comic». Consultado el 7 de enero de 2012.
- Groth, Gary (8 de febrero de 2011). «TCJ Archive: The Will Elder Interview».  En Hodler, Timothy; Nadel, Dan, eds. The Comics Journal. Fantagraphics Books.
- Markstein, Don (2010).  Toonopedia, ed. «Goodman Beaver». Consultado el 4 de noviembre de 2012.
- Mautner, Chris (28 de mayo de 2010).  Comic Book Resources, ed. «Comics College | Harvey Kurtzman». Archivado desde el original el 4 de junio de 2011. Consultado el 7 de enero de 2012.